# Atingerea spațiului
Atingerea spațiului  (titlu original Space on My Hands) este o colecție de povestiri science-fiction scrise de Fredric Brown. Cartea a fost prima oară publicată în 1951 de Shasta Publishers într-un tiraj de 5000 de exemplare. Povestirea Ceva verde a apărut prima oară în această colecție. Celelalte povestiri au apărut inițial în revistele Ellery Queen's Mystery Magazine, Thrilling Wonder Stories, Captain Future, Planet Stories și Weird Tales.

## Cuprins
- Introducere (Introduction)
- Ceva verde (Something Green)
- Criză - 1999 (Crisis, 1999)
- Gâlceavă pe cer (Pi in the Sky)
- Bătaia la ușă (Knock)
- Toți Bemii cei buni (All Good Bems)
- Coșmar de zi (Daymare)
- Nesiriuzitate (Nothing Sirius)
- Șoricelul-stea (Star Mouse)
- Vino și devino nebun (Come and Go Mad)

## Prezentare

### Ceva verde
- povestire originală
- povestirea a mai fost tradusă în limba română și în antologia Ultimul răspuns apărută la editura BIT în 1991

Pilotul McGarry se prăbușește cu naveta pe planeta Kruger III. Pentru a o repara, are nevoie să găsească epava unei alte nave prăbușite pe aceeași planetă, un corp ceresc pe care nu se întâlnește culoarea verde. Căutările sale durează cinci ani, iar singurele două lucruri care-l ajută să nu-și piardă mințile sunt micuța creatură îmblânzită Dorothy și speranța că va revedea, într-o zi, natura verde a Pământului. Înainte de a găsi epava, este reperat de o altă navă care aterizează și-l salvează. Momentul este umbrit de patru vești neplăcute: epava se găsea pe altă planetă, au trecut 30 de ani în loc de 5, Dorothy e doar o iluzie a minții sale și, cel mai grav, Pământul a fost carbonizat între timp într-un război nuclear. Aflând că viitorul propus include planete care, la fel ca Kruger III, nu au culoarea verde în natură, McGarry își ucide salvatorul și preferă să rămână la iluzia lui. El pornește mai departe în căutarea epavei, însoțit de Dorothy și visând să fie salvat și dus pe Pământul a cărui natură este înverzită.

### Criză - 1999
- povestire apărută în numărul din august 1949 al publicației Ellery Queen's Mystery Magazine[1]

Răufăcătorii încep să înșele fără niciun fel de probleme detectoarele de minciuni și nu mai pot fi condamnați pentru infracțiunile pe care se presupune că le-ar fi comis. Investigațiile poliției scot la lumină faptul că în rândul lor se află un hipnotizator care, pentru suma potrivită, le înlătură din amintire fărădelegile comise. Deși pare o situație fără speranță, lucrurile se întorc în favoarea societății: prin „curățarea” amintirilor li se îndepărtează interlopilor și motivele care au dus la stilul lor de viață. Astfel, ei devin cetățeni model, iar numărul infracțiunilor începe să scadă.

### Gâlceavă pe cer
- nuveletă publicată în numărul din februarie 1945 al revistei Thrilling Wonder Stories[2]

Astronomii observă un fenomen cosmic care contrazice toate cunoștințele științifice în vigoare: stelele se mișcă pe cer cu viteze incredibile, îndreptându-se spre aceeași zonă a spațiului. Când ele se reunesc, pe cerul Pământului apare o reclamă pentru un săpun. În realitate, producătorul săpunului realizase un dispozitiv care modifica refracția luminii astrelor în atmosfera Pământului, inducând iluzia deplasării stelelor pe cer.

### Bătaia la ușă
- povestire apărută în numărul din decembrie 1948 al revistei Thrilling Wonder Stories[3]

Povestirea începe cu două propoziții care formează ele însele cea mai scurtă povestire de groază scrisă vreodată. Ea are la bază textul lui Thomas Bailey Aldrich:
„Imaginați-vă toate ființele umane rase de pe fața Pământului, cu excepția unui singur om. Imaginați-vi-l într-un oraș imens, cum ar fi New York sau Londra. Imaginați-vă că stă singur în casă de trei sau patru zile și aude că sună soneria! ”
Pornind de la povestirea de două propoziții bazată pe acest text, Brown a dezvoltat subiectul. O specie extraterestră nemuritoare ar fi distrus toate ființele de pe Pământ, cu excepția câte unei perechi din fiecare specie, pe care le păstrează într-o grădină zoologică. Atunci când moare un șarpe veninos, extratereștrii cer ajutorul bărbatului ținut captiv. Acesta le explică ce este moartea și îi îndeamnă să țină la piept perechea șarpelui, pentru ca aceasta să nu moară la rândul ei. Șarpele îi mușcă pe extratereștri, care, șocați de faptul că unii dintre ei mor, abandonează grădina zoologică. Cu ajutorul tehnologiei abandonate de aceștia, bărbatul și femeia care au supraviețuit omenirii pot pune bazele unei super-rase... dacă acceptă să trăiască împreună.
Povestirea a cunoscut trei adaptări radiofonice, în cadrul emisiunilor Dimension X, X Minus One și Seeing Ear Theatre.

### Toți Bemii cei buni
- povestire publicată în numărul din aprilie 1949 din Thrilling Wonder Stories[5]

Căutând o idee pentru o povestire, un scriitor are surpriza să întâlnească Bemii - o rasă extraterestră cu cinci sexe care intră în trupul unor animale terestre. După ce discută cu ei, scriitorului îi vine în minte să scrie o povestire în care să relateze tocmai evenimentul la care a fost martor.

### Coșmar de zi
- nuveletă apărută în numărul din noiembrie 1943 din Thrilling Wonder Stories[6]

Chemat să investigheze o crimă, un detectiv are surpriza să constate că fiecare dintre cei care au văzut cadavrul relatează o cauză diferită a decesului, mergând de la un glonț care a străpuns inima până la retezarea capului cu o sabie. Ancheta îl ajută în cele din urmă să determine că întreaga populație a planetei se afla sub controlul hipnotic al unui individ.

### Nesiriuzitate
- povestire publicată în aprilie 1944 în Captain Future[7]
- povestea a mai apărut și în volumul de povestiri Paradoxul pierdut sub numele de Sirius anormal

Un pilot descoperă că, pe lângă planetele Sirius I și Sirius II, într-un sistem planetar mai există o planetă, necartografiată. Vizitând-o, descoperă pe ea o serie de imagini care amintesc de Pământ, amestecate uneori în moduri hilare, în spatele cărora nu se găsește nimic concret. El întâlnește și câțiva cunoscuți din industria cinematografică, de la care află că planeta a rămas necunoscută pentru a permite companiilor de film s-o folosească drept cadru pentru filmări, fără a fi deranjați de nimeni. Povestea nu rezistă la o analiză mai atentă: de fapt, planeta este populată de o rasă de gândaci care încearcă să descurajeze orice contact cu oamenii, deoarece își dau seama că diferențele dintre cele două specii sunt insurmontabile.

### Șoricelul-stea
- versiune revizuită a nuveletei "The Star Mouse" apărută în Planet Stories, numărul din februarie 1942[8][9]

Un șoricel descoperit de un savant în casa sa este trimis în spațiu cu o rachetă. Acolo este interceptat de o specie extraterestră care-l înzestrează cu rațiune și-i conferă posibilitatea de a crește nivelul intelectual al tuturor șoarecilor. Revenit pe Pământ, șoricelul discută cu savantul riscurile pe care le implică un asemenea demers, bănuind că oamenii și șoarecii inteligenți n-ar face casă bună împreună. Un accident stupid îl face pe șoricel să-și piardă abilitățile înainte de a pune în practică cele învățate de la extratereștri.

### Vino și devino nebun
- nuveletă publicată în numărul din iulie 1949 al revistei Weird Tales[10]

Un reporter primește misiunea de a se infiltra într-un spital de nebuni pentru a dezlega ițele unei enigme. Deoarece a suferit un accident de amnezie, reporterul se teme ca întreaga misiune să nu fie o înscenare, în urma căreia să rămână închis în ospiciu. Totuși, decide să-și asume riscul și se internează, eveniment în urma căruia mintea sa va fi subiectul unui experiment care-l ajută să se vindece.

## Opinii critice
P. Schuyler Miller a catalogat volumul ca „o selecție de nouă povestiri de referință”, iar site-ul Goodreads a acordat cărții patru stele din cinci.

## Traduceri în limba română
- 1996 - Atingerea spațiului, Editura Nemira, traducere de Claudiu Florian, 240 pag. ISBN 973-569-159-0